# König-Fahd-Akademie
Die König-Fahd-Akademie (arabisch أكاديمية الملك فهد, DMG Akādīmiyyat al-Malik Fahd), benannt nach Fahd ibn Abd al-Aziz, war eine Schule mit 170 Schülern in Lannesdorf, einem Ortsteil des Bonner Stadtbezirks Bad Godesberg. Die von Saudi-Arabien finanzierte Akademie wurde für nur vorübergehend in Deutschland lebende Kinder gegründet. Der Akademie ist eine Moschee angeschlossen, die mehreren hundert Gläubigen Platz zum Gebet bietet. Leiter der Schule war seit 2011 Ibrahim Al-Megren. Die Akademie wurde zum Ende des Schuljahres 2016/2017 am 30. Juni 2017 geschlossen und ist seit März 2022 in städtischem Besitz.

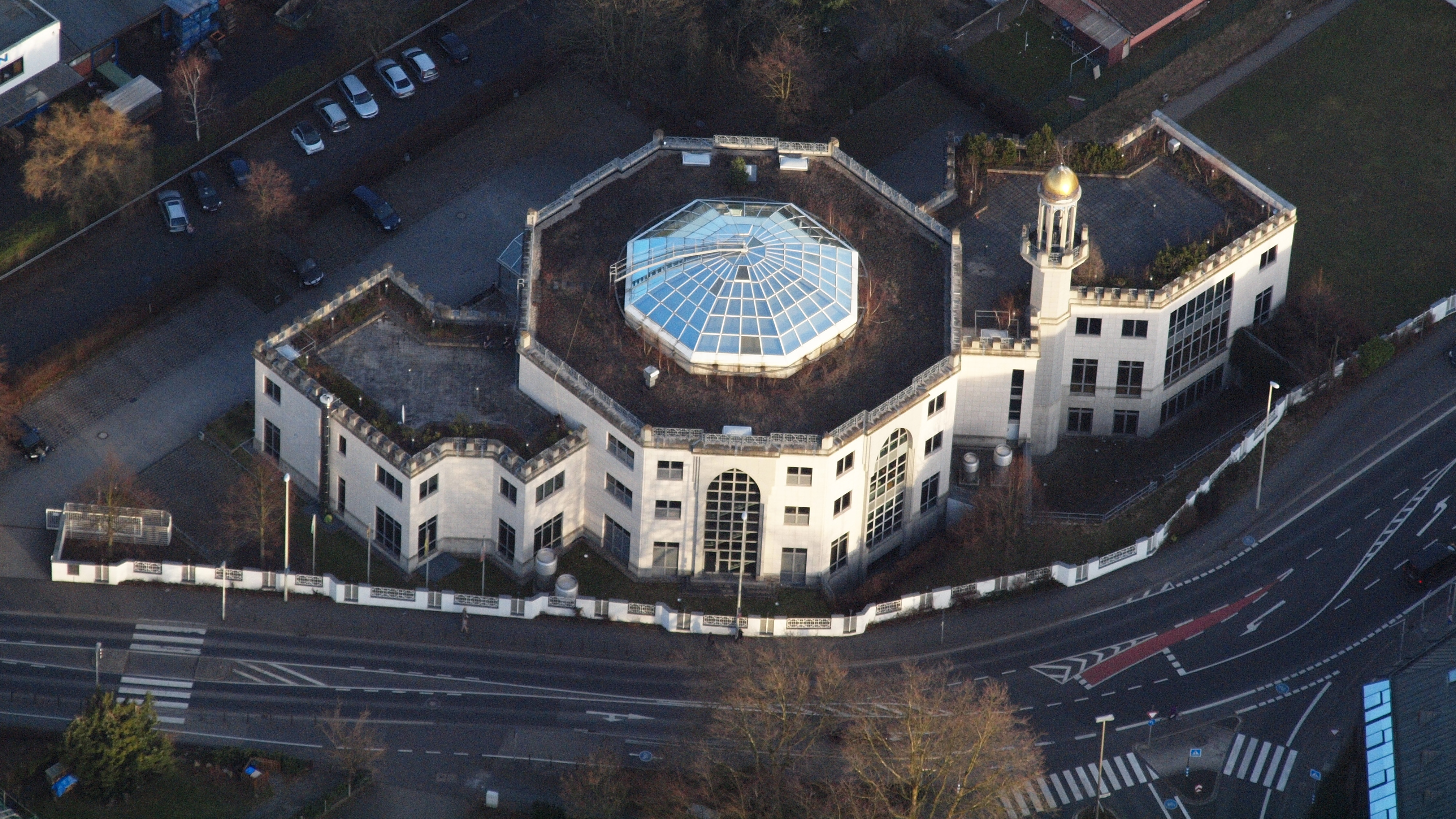
Luftaufnahme (2013)

## Geschichte
In Bonn bestand bereits vor dem Bau der König-Fahd-Akademie eine arabische Schule, die von rund 400 Schülern (Stand: 1994) besucht wurde und auf zwei Standorte in Bad Godesberg und Oberbachem (Gemeinde Wachtberg) verteilt war. Aus den Reihen der Schüler, Eltern und des Fördervereins dieser Schule kam Ende der 1980er-Jahre die Initiative für einen Neubau der Einrichtung. Die Realisierung der Pläne verzögerte sich unter anderem durch den zweiten Golfkrieg (1991). Ursprünglich nur auf den Bau einer neuen Schule beschränkt, hatte das Projekt Anfang 1994 bereits größere Ausmaße – kostenmäßig mit knapp 30 Millionen D-Mark den doppelten Umfang – angenommen und umfasste den Bau einer Kultur- und Bildungseinrichtung, der nach Washington, D.C. und London dritten „König-Fahd-Akademie“. Die Stadt Bonn stellte dem Förderverein zur Schulgründung das Grundstück mit einer Fläche von 5.570 m² zunächst als Erbbaurecht zur Verfügung; noch 1994 wurde es vom Königreich Saudi-Arabien erworben. Sollte das Gebäude nicht mehr als Schule genutzt und verkauft werden, hatte die Stadt ein vertraglich vereinbartes Wiederkaufsrecht. Der Neubau entstand nach einem Entwurf des Bonner Architekten Klaus Bierikoven. Mit dem Bau wurde im April 1994 begonnen, die offizielle Grundsteinlegung erfolgte am 15. Juni des Jahres. Anfang Juni 1995 war der Neubau fertiggestellt und wurde der saudi-arabischen Botschaft übergeben. Am 15. September 1995 erfolgte die feierliche Eröffnung der König-Fahd-Akademie in Anwesenheit des damaligen Bundesaußenministers Klaus Kinkel (FDP), des damaligen nordrhein-westfälischen Ministerpräsidenten Johannes Rau (SPD), der Bonner Oberbürgermeisterin Bärbel Dieckmann und des saudischen Prinzen Abd al-Aziz ben Fahd.
Die König-Fahd-Akademie unterrichtete nach dem saudischen Lehrplan in zwölf Jahrgangsstufen. Die als Gemeinnützige GmbH geführte Akademie unterstand juristisch nicht der deutschen Schulaufsicht und orientierte sich nicht an deutschen Lehrplänen. Alleingesellschafter war das Königreich Saudi-Arabien. Die Schule erteilte bis 2004 acht Wochenstunden Religion, sechs Stunden Arabisch sowie eine Wochenstunde Deutsch. Der Deutschunterricht wurde ab 2008 auf bis zu sieben Wochenstunden ausgeweitet.
Die Schließung der Akademie zum Ende des Schuljahres 2016/2017 begründete die Regierung Saudi-Arabiens mit der hohen Qualität des deutschen Bildungssystems. Anderen Quellen zufolge gab das Defizit im Staatshaushalt den Ausschlag für die Schließung der Godesberger Schule und für den Baustopp bei einer vergleichbaren Schule in Berlin-Charlottenburg.
Die zukünftige Nutzung des Baus und des Grundstücks wird bislang diskutiert. Die Stadt Bonn hat im März 2022 ihr Vorkaufsrecht beim Rückkauf wahrgenommen. Als erste Nutzung nach dem Erwerb dient der Bau seit 2022 zur notdürftigen Unterbringung für ukrainische Kriegsflüchtlinge.

## Verbindungen zu islamistischen Kreisen
Deutschlandweit kam die Akademie wegen des Vorwurfs in die Schlagzeilen, sie habe Verbindungen zu islamistischen Kreisen. Aufgrund von Vorwürfen, die auf einen Beitrag des Fernsehmagazins Panorama zurückgingen und Verbindungen der Schule zu islamistischen Kreisen mutmaßten, sollte die Akademie im Jahr 2003 auf Initiative der Bezirksregierung geschlossen werden. Im Herbst 2003 wurde bekannt, dass beim Freitagsgebet in der Moschee der Fahd-Akademie zum „Heiligen Krieg“ gegen Nichtmuslime aufgerufen worden war. Nach Verhandlungen zwischen dem damaligen Kölner Regierungspräsidenten Jürgen Roters und der Botschaft von Saudi-Arabien wurde die Fortsetzung des Schulbetriebs unter Auflagen genehmigt.
Saeed A. Al-Refaee, der die Schule in Bad Godesberg seit Oktober 2004 führte, räumte im Mai 2005 ein, „dass Dinge vorgefallen sind, die nicht mit den Zielen der Akademie in Übereinstimmung sind“. Es habe Menschen gegeben, die gedacht haben, sie könnten die Struktur der Schule für ihre eigenen Zwecke missbrauchen. „So ist ein Zerstörungsprozess in Gang gesetzt worden, mit dem Ziel, die Akademie zu übernehmen“, so Al-Refaee.
Die Schulleitung kündigte im selben Interview die Erhöhung der Wochenstunden im Fach Deutsch und die Einführung eines mit den Schulbehörden abgestimmten Sozialkundeunterrichtes an. Kritik an den Inhalten der in der Schule eingesetzten saudi-arabischen Schulbücher wies Al-Rafaee zurück. In der Frankfurter Allgemeinen Zeitung waren zuvor Übersetzungen unter anderem aus einem Lesebuch für die siebte Klasse veröffentlicht worden, in denen Judentum und Christentum abgewertet und diejenigen als Vorbilder herausgestellt werden, „denen es vergönnt ist, auf dem Weg Gottes zu sterben […] Und sie [die Kämpfer] werden auch glücklich sein, dort zu erfahren, was Allah für die noch lebenden Mudschaheddin an Belohnungen und Verzeihungen bereithält.“
Bei einer Kundgebung der rechtsextremen Partei Pro NRW vor der König-Fahd-Akademie wurden am 5. Mai 2012 zwei Polizisten von Salafisten durch Messerstiche schwer und 24 leichter verletzt. Mitglieder der Partei hatten radikale Salafisten mit Mohammed-Karikaturen provoziert. Die Polizei hatte die beiden extremistischen Gruppen voneinander getrennt.

## Zweigstelle in Berlin
Mit dem Umzug der saudi-arabischen Botschaft nach Berlin wurde im Jahr 2000 für rund fünfzig Schüler eine weitere saudi-arabische Schule  in Berlin-Tiergarten eröffnet. Diese sollte vornehmlich für die Kinder der Angehörigen von arabischen Botschaften, aber auch für andere Schüler offen sein.
Die Schule zog 2004 in ein Bürogebäude in Berlin-Westend um, das für 100 Schüler umgebaut wurde. Die König-Fahd-Akademie wird in Berlin als sogenannte Ergänzungsschule eingestuft, die in Deutschland schulpflichtige Kinder nur mit einer  Befreiung von der allgemeinen Schulpflicht besuchen dürfen. Solche Ausnahmegenehmigungen zugunsten des Besuchs der König-Fahd-Akademie lehnten Berliner Behörden und Gerichte im Regelfall ab. 2009 wurde bekannt, dass die Berliner König-Fahd-Akademie ein Grundstück für einen großen Schulneubau für 400 Schüler sucht. 2010 kaufte das Königreich Saudi-Arabien vom Land Berlin ein passendes Grundstück mit einem Verkehrswert von 3,8 Millionen Euro für 2,9 Millionen Euro. Der Nachlass von 900.000 Euro wird mit einer zwanzigjährigen Nutzungsbeschränkung als Schulgrundstück erklärt, die unter anderem eine Nutzung als Moschee ausschließt. Der umstrittene Verkauf kam laut Berliner Politikern mit „diplomatischem Druck“ des Außenministeriums zustande.